# Ensiferum
Ensiferum (Latin ensĭfĕrum betyder "sværdbærer") er et finsk viking/folk metal-band, stiftet i 1995 af Markus Toivonen, Sauli Savolainen og Kimmo Miettinen.

## Medlemmer
- Petri Lindroos – guitar, vokal
- Markus Toivonen – guitar, ren vokal, baggrundsvokal
- Sami Hinkka – bas, ren vokal, baggrundsvokal
- Janne Parviainen – trommer
- Emmi Silvennoinen – keyboard, baggrundsvokal

### Tidligere medlemmer
- Kimmo Miettinen – trommer
- Jukka-Pekka Miettinen – bas, baggrundsvokal
- Sauli Savolainen – bas
- Jari Mäenpää – guitar, vokal
- Oliver Fokin – trommer, perkussion
- Meiju Enho – keyboards

## Diskografi

### Studiealbum
- 2001: Ensiferum
- 2004: Iron
- 2007: Victory Songs
- 2009: From Afar
- 2012: Unsung Heroes
- 2015: One Man Army
- 2017: Two Paths
- 2020: Thalassic
- 2024: Winter Storm

### Ep'er
- 2006: Dragonheads

### Opsamlingsalbum
- 2005: 1997-1999

### Dvd'er
- 2006: 10th Anniversary Live

### Singler
- 2004: Tale of Revenge
- 2007: Deathbringer From the Sky
- 2007: One More Magic Potion
- 2009: From Afar
- 2010: Stone Cold Metal
- 2012: Burning Leaves
- 2012: In My Sword I Trust
- 2015: One Man Army
- 2017: Way of The Warrior
- 2019: For Those About to Fight for Meta
- 2020: Rum, Women, Victory
- 2020: Andromeda

### Demoer
- 1997: Ensiferum
- 1999: Hero in a Dream
- 1999: Ensiferum